# Henri Guillaume

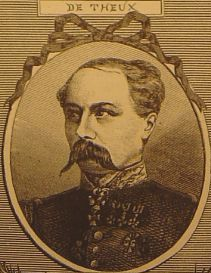
General Guillaume como Ministro de Guerra en el gabinete liderado por Barthélémy de Theux de Meylandt (1872).

El barón Henri Louis Gustave Guillaume (1812-1877), generalmente conocido como Gustave Guillaume, fue un historiador militar y oficial del ejército belga de origen francés que sirvió como Ministro de Guerra entre 1870 y 1873.

## Biografía
Guillaume nació en Amiens, Francia, el 5 de marzo de 1812. Vivía en Charleroi cuando estalló la revolución belga en 1830, e inmediatamente se unió a las fuerzas revolucionarias, convirtiéndose en secretario de Léonard Greindl (futuro ministro de guerra) justo cuando se negociaba la rendición de la guarnición holandesa en Charleroi. El 20 de octubre fue nombrado teniente segundo en el 3.º Regimiento de Línea.
En 1837 Guillaume fue transferido al 8.º Regimiento de Línea con el rango de capitán (de segunda clase), y al año siguiente el recién formado Regimiento de Granaderos. El 27 de noviembre de 1843 fue enviado a la Real Academia Militar, y el 19 de julio de 1845 fue promovido a capitán (de primera clase). El 23 de junio de 1846 fue adscrito al departamento de personal militar del Ministerio de Guerra. Fue promovido al rango de mayor el 6 de abril de 1849, teniente coronel el 24 de junio de 1853, coronel el 1 de agosto de 1855, y mayor general el 15 de julio de 1863, a pesar de no haber tenido nunca un comando efectivo de más de una compañía.
En 1851 se casó con Cécile-Antoinette Engler de 19 años de edad. Tuvieron tres hijos varones. Guillaume fue elegido miembro correspondiente de la Real Academia de Ciencias, Letras y Bellas Artes de Bélgica el 9 de mayo de 1860, y miembro de pleno derecho el 6 de mayo de 1867. Desde 1865 se sentó en el comité editorial del Biographie Nationale de Belgique,  que presidió entre 1869 y 1877. En 1875 se convirtió en director del "Classe des Lettres et des Sciences morales et politiques" de la Academia.
Guillaume renunció al puesto en el ministerio el 3 de enero de 1868 para asumir el puesto de aide de camp del rey  Leopoldo II. Hasta 1872 estuvo envuelto en proyectos reales para la expansión del comercio belga con China y Japón. En julio de 1870 fue nombrado Ministro de Guerra en el gobierno encabezado por Jules d'Anethan, en medio de la crisis internacional de la guerra franco-prusiana. El Ejército belga fue movilizado el 15 de julio para impedir incursiones en territorio belga por ambas partes del conflicto, y solo volvió a la paz el 3 de marzo de 1871. Guillaume fue elevado al rango de teniente general el 20 de marzo. Continuó como ministro bajo el gobierno de Barthélémy de Theux de Meylandt, presionando al gobierno para la abolición del sistema de reemplazo (remplacement) que permitía a los reclutas ricos poder pagar a otra persona para servir en su lugar. Su fracaso en conseguir la reforma de la ley de reclutas condujo a su dimisión del gobierno el 10 de diciembre de 1872. Permaneció en el puesto como ministro en funciones hasta que su sucesor fue elegido al año siguiente.
Fue ennoblecido por patente de letras el 20 de enero de 1873, y sirvió brevemente como jefe del Colegio de Guerra dentro de la Real Academia Militar. Se retiró del ejército el 14 de mayo de 1877. Murió en Ixelles el 7 de noviembre de ese año, y fue enterrado el 10 de noviembre. Se dieron cinco elogios en su funeral, con Alphonse Wauters, el general Goethals y el general Bartels entre los oradores.

## Publicaciones
- Essai sur l'organisation d'une armée de volontaires (1850)
- Histoire des bandes d'ordonnance des Pays-Bas (1873)[3]
- Histoire de l'infanterie wallonne sous la maison d'Espagne, 1500–1800 (1878)[4]